# Jornal Pequeno (Maranhão)
Jornal Pequeno é um jornal brasileiro da cidade de São Luís, capital do Maranhão, sendo um dos jornais de maior circulação do estado, junto a O Imparcial.

## Histórico
O Jornal Pequeno foi fundado em 29 de maio de 1951 pelo jornalista José de Ribamar Bogéa.
O jornal notabilizou-se por adotar uma postura oposicionista a sucessivos governos no estado do Maranhão. Em 1967, o redator Othelino Nova Alves foi assassinado na praça João Lisboa.
Também está presente na mídia eletrônica, por meio de seu site, o JP Online, que abriga diversos blogs de política do estado.
Também é conhecido pela alcunha “o órgão das multidões", utilizado junto ao nome do jornal. 